# Vinny Del Negro
Vincent "Vinny" Joseph Del Negro  ( Springfield, Massachusetts, 9. kolovoza 1966.) umirovljeni je američki profesionalni košarkaš. Igrao je na poziciji bek šutera, a izabran je u 2. krugu (29. ukupno) NBA drafta 1988. od strane Sacramento Kingsa. 

## Rani život
Del Negro je rođen 9. kolovoza 1966. u Springfieldu, u saveznoj državi Massachusetts. Njegov otac je dva put bio sveučilišni All-American i od rane dobi naučio Vinnya igrati košarku. Prvu godinu proveo je u srednjoj školi Cathedral High School, gdje je privukao pažnju srednjoškolskog trenera škole Suffield Academy. Del Negro se prebacio u novu školu i s njome osvojio dva naslova prvaka regije Nove Engleske. S 1 116 postignutih poena postao je vodećim strijelcem svih vremena škole Suffield Academy. 

## Igračka karijera
Del Negro je nastupao za sveučilište North Carolina State pod vodstvom slavnog trenera Jima Valvana.  Na posljednjoj godini u prosjeku je postizao 15.9 poena, 4.9 skokova i 3.6 asistencija po utakmici, te je izabran All-Atlantic Coast Conference momčad. Izabran je kao 29. izbor NBA drafta 1988. te je nastupio u 771 NBA utakmici i 54 utakmice doigravanja igrajući za Sacramento, San Antonio, Milwaukee, Golden State i Phoenix. Također je igrao dvije sezone u Italiji gdje je zajedno s Tonijem Kukočem osvojio naslov 1992. za Benetton Treviso, a bio je nagrađen i titulom najkorisnijeg igrača doigravanja te iste godine. Igračku karijeru završio je s prosječnih 9.1 poena, 2.3 skoka i 3.2 asistencija po utakmici. 

## Trenerska karijera
Nakon završetka karijere obavljao je nekoliko funkcija u NBA momčadima. Najznačajnija mu je posljednja kada je radio kao pomoćnik GM-a Stevea Kerra u Sunsima, a prije toga bio je direktor za igračko osoblje, te analitičar za Sunse, Spurse i televizijsku kuću ESPN.
Nakon otpuštanja privremenog trenera Jima Boylana na klupi Bullsa, Del Negro je ušao u uži krug trenera koji će preuzeti momčad. Nakon što su posao odbili Mike D'Antoni i Doug Collins, imenovan je novim trenerom Bullsa. Tako je postao sedamnaestim trenerom u povijesti franšize iz Chicaga. Iako nikada nije bio trener, niti asistent, Del Negro je u svojoj prvoj trenerskoj sezoni odveo je Bullse do omjera 41-41 i doigravanje, gdje su u sedam utakmcia izgubili od prošlogodišnjih prvaka Boston Celticsa. 

## Trenerska statistika
| Klub   | Godina    | Uta. | Pob. | Izg. | Pob.–Izg.% | Završetak                | Uta. vodio | Uta. pob. | Uta. izg. | Rezultat                        |
| ------ | --------- | ---- | ---- | ---- | ---------- | ------------------------ | ---------- | --------- | --------- | ------------------------------- |
| CHI    | 2008./09. | 82   | 41   | 41   | .500       | 2. u Centralnoj diviziji | 7          | 3         | 4         | Poraz u prvom krugu doigravanja |
| Ukupno |           | 82   | 41   | 41   | .500       |                          | 7          | 3         | 4         |                                 |

## Vanjske poveznice
- Profil na NBA.com
- Profil  Arhivirana inačica izvorne stranice od 18. studenoga 2007. (Wayback Machine) na Basketball-Reference.com